# 示瑪雅人名列表（舊約聖經人物）
示瑪雅 （希伯來語：שמע-יה，英语：Shemaiah，意为：耶和華已垂聽）舊約聖經中記載的人物。

## 聖經人物
舊約聖經中名叫示瑪雅者如下：
- 耶和華的先知，在羅波安執政期間任職。詳見示瑪雅 (先知) 
- 利未人；在大衛王時代，示瑪雅和200個親戚，把約櫃運往希伯崙。 
- 利未人；俄別以東的長子。 
- 拿坦業的兒子；利未人的書記。 
- 利未人；受約沙法王派任教導人民認識上帝的律法。 
- 西緬人；申利之父。 
- 利未人；耶杜頓之子，希西家王執政期間。 

- 利未人。 希西家王執政期間，奉派在各祭司城裏把供物和奉獻之物品發給弟兄。 

- 利未人；約西亞王時期。 
- 先知烏利雅的父親。 
- 第萊雅的父親；約雅敬王執政期間。 
- 尼希蘭人；跟耶利米作對的假先知；和俘虜一起被擄到巴比倫去。 
- 利未人；迦拉之子。 猶太人從巴比倫獲釋回鄉之後，示瑪雅的兒子居於耶路撒冷。 
- 舍迦尼雅的兒子；曾經協助修復耶路撒冷的一段城牆。 
- 第萊雅的兒子；假先知。意圖阻礙耶路撒冷的重建。 
- 重建的耶路撒冷城牆舉行落成禮時的祭司之一。 
- 利未人；哈述的兒子，猶太人從巴比倫獲釋回鄉之後居於耶路撒冷。  
- 猶大王子；參與重建的耶路撒冷城牆舉行落成禮的慶祝遊行。

## 外部連結
- 守望台線上書庫 （页面存档备份，存于）
- a Bible Tool （页面存档备份，存于）
- 聖經人物 （页面存档备份，存于）